# Harrogate (Tennessee)
Harrogate es una ciudad ubicada en el condado de Claiborne en el estado estadounidense de Tennessee. En el Censo de 2010 tenía una población de 4.389 habitantes y una densidad poblacional de 222,24 personas por km².

## Geografía
Según la Oficina del Censo de los Estados Unidos, Harrogate tiene una superficie total de 19.75 km², de la cual 19.75 km² corresponden a tierra firme y (0%) 0 km² es agua.

## Demografía
Según el censo de 2010, había 4.389 personas residiendo en Harrogate. La densidad de población era de 222,24 hab./km². De los 4.389 habitantes, Harrogate estaba compuesto por el 0.09% blancos, el 2.12% eran afroamericanos, el 0.3% eran amerindios, el 1.96% eran asiáticos, el 0.07% eran isleños del Pacífico, el 0.11% eran de otras razas y el 1.21% pertenecían a dos o más razas. Del total de la población el 0.71% eran hispanos o latinos de cualquier raza.